# Bruzda (rolnictwo)

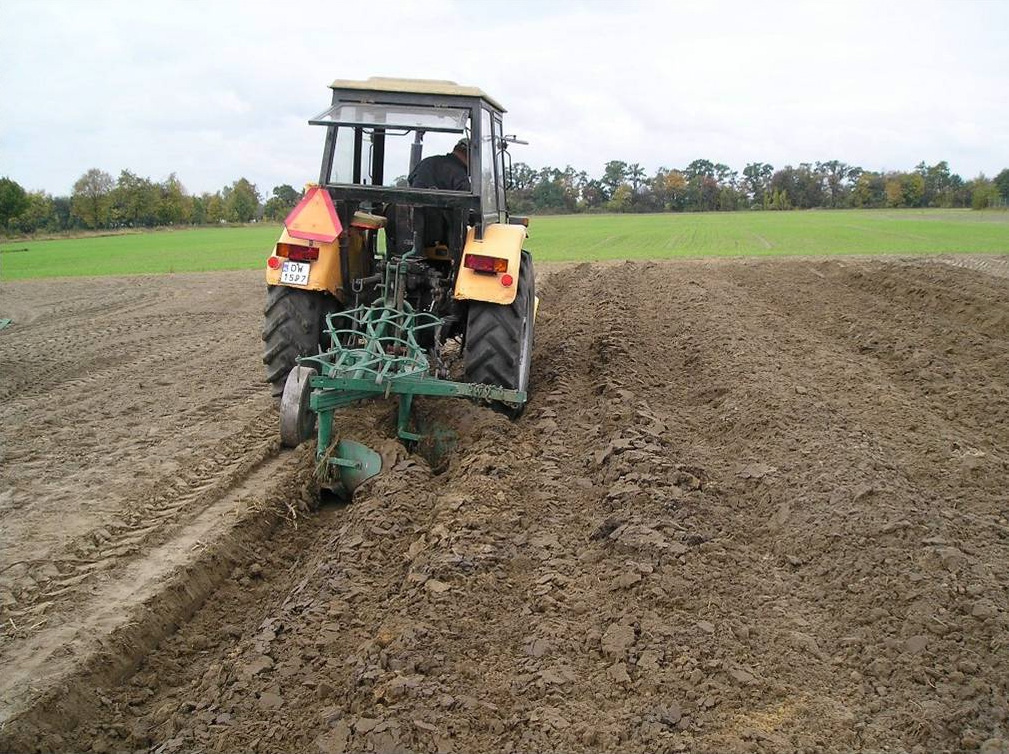
Podczas orki pługiem dwuskibowym widoczna jest tylko jedna bruzda wykonana drugim korpusem

Bruzda – rowek pozostający po wyoraniu i odłożeniu skiby podczas orki, kolejny przejazd pługa zasypuje bruzdę, tworząc jednocześnie nową. Po ostatnim przejeździe pługa na zagonie pozostaje bruzda.
Tradycyjny pług odkłada skibę w jedną stronę (zazwyczaj w prawo), dlatego po nawrocie musi poruszać się z drugiej strony zagonu. W przypadku orki pługiem obracalnym pług może odkładać skibę raz na lewo, raz na prawo, wykonując pracę sukcesywnie od jednej strony pola. Pole nie jest dzielone wówczas na zagony i nie pozostają na nim bruzdy zagonów, a jedynie jedna na końcu pola. Poniżej dna bruzdy, w podskibiu, może tworzyć się podeszwa płużna.
Głębokość orki mierzy się przykładając ruchome ramię bruzdomierza (głębokościomierza) do calizny i jego trzon pionowo do dna bruzdy.